# Лавлане-де-Комменж
Лавлане́-де-Комме́нж (фр. Lavelanet-de-Comminges, окс. L'Avereit de Comenge) — коммуна во Франции, находится в регионе Юг — Пиренеи. Департамент — Верхняя Гаронна. Входит в состав кантона Рьё-Вольвестр. Округ коммуны — Мюре.
Код INSEE коммуны — 31286.

## География
Коммуна расположена приблизительно в 630 км к югу от Парижа, в 50 км к юго-западу от Тулузы.

## Климат
Климат умеренно-океанический. Зима мягкая и снежная, весна характеризуется сильными дождями и грозами, лето сухое и жаркое, осень солнечная. Преобладают сильные юго-восточные и северо-западные ветры.

## Население
Население коммуны на 2010 год составляло 558 человек.
| 1962 | 1968 | 1975 | 1982 | 1990 | 1999 | 2010 |
| ---- | ---- | ---- | ---- | ---- | ---- | ---- |
| 517  | 491  | 492  | 420  | 465  | 482  | 558  |

## Администрация
| Период | Период | Фамилия          | Партия | Примечания |
| ------ | ------ | ---------------- | ------ | ---------- |
| 1990   | 2001   | Роже Делавернь   |        |            |
| 2001   | 2004   | Жан-Клод Манвиль |        |            |
| 2004   | 2005   | Жан-Клод Тразик  |        |            |
| 2005   | 2020   | Эвелин Делавернь |        |            |

## Экономика
В 2010 году среди 362 человек трудоспособного возраста (15—64 лет) 289 были экономически активными, 73 — неактивными (показатель активности — 79,8 %, в 1999 году было 78,1 %). Из 289 активных жителей работали 275 человек (142 мужчины и 133 женщины), безработных было 14 (3 мужчин и 11 женщин). Среди 73 неактивных 22 человека были учениками или студентами, 33 — пенсионерами, 18 были неактивными по другим причинам.

## Города-побратимы
- Монастырь Нартанг[англ.] (Тибет, КНР, с 2012)
- Брази[рум.] (Румыния)

## Фотогалерея

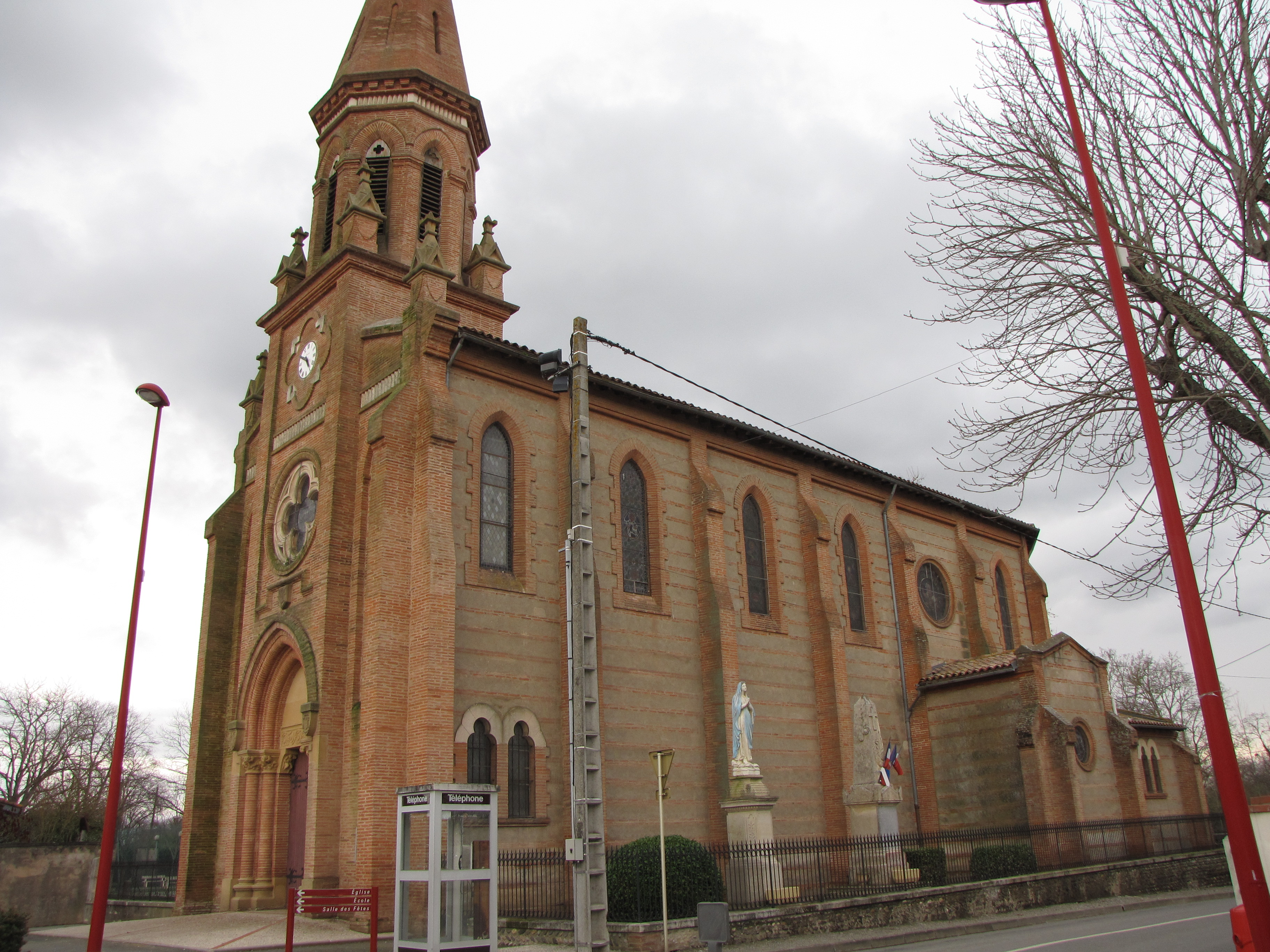
Церковь Св. Варфоломея
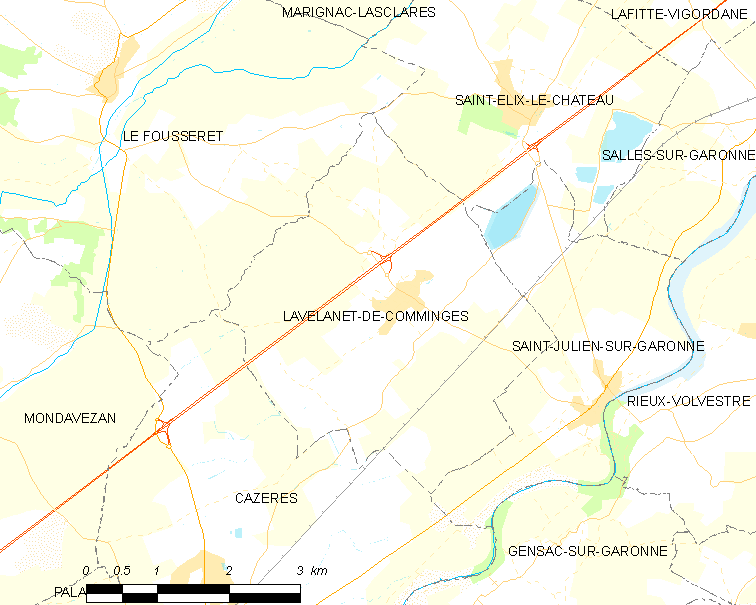
Карта коммуны